# Nieuport II
Dimensions
Le Nieuport II est un monoplan de sport dessiné par Édouard Nieuport.
À l’occasion du Salon aéronautique de Paris de 1910 la SGAL exposa un nouveau monoplan de sport que Henri Depasse, nommé directeur commercial de la SGAL, présenta comme Nieuport II. En fait le premier Nieuport II avait volé plusieurs mois plus tôt et l’appareil exposé au Grand Palais en octobre 1910 présentait déjà diverses modifications.

## Premiers appareils
Probablement construit à Mourmelon début 1910, le premier Nieuport II se présentait comme un appareil très pur, présentant de nombreuses innovations. La partie avant du fuselage était réalisée en tubes d’acier soudés, poste de pilotage compris, la partie arrière était formée de quatre longerons de frêne reliés par des entretoises en sapin, le tout raidi par des cordes à piano. Les ailes étaient trapézoïdales, de faible allongement, le bord de fuite affectant une légère flèche inversée, avec une structure bilongeron. Le porte-à-faux était tenu par des câbles s’appuyant sur une cabane formée par quatre tubes en acier se rejoignant en avant et au-dessus du pilote faisant également fonction de protection en cas de cheval de bois. Le contrôle de l’avion se faisait par gauchissement de l’aile. Le fuselage, entièrement entoilé, recevait à sa partie supérieure arrière une surface horizontale semi-circulaire fixe. La pièce d’étambot recevait à sa partie supérieure un cardan supportant les gouvernes d’empennage. Celles-ci comprenaient une surface horizontale en tubes d’acier entoilés et deux plans verticaux. Ce monoplace reposait sur un train fixe très étroit avec patin central. Le moteur était un bicylindre Darracq développant 20 ch à 1 200 tr/min, entraînant une hélice bipale Chauvière Intégrale de 2 m de diamètre. Le réservoir de carburant était situé devant le pilote.
C’est sur cet appareil qu’Édouard Nieuport obtint son brevet de pilote le 10 juin 1910. La Grande Semaine d’Aviation de Champagne, qui se déroula du 3 au 10 juillet 1910 à Reims-Bétheny, fut l’occasion de présenter trois appareils de ce type, pilotés par Nieuport, Niel et Noguès (Numéros de course 48, 49 et 50 respectivement). Affichant des vitesses moyennes de 70 à 75 km/h, les monoplans Nieuport se comportèrent bien, Édouard Nieuport étant même chronométré à 84,4 km/h, mais le contrôle en vol était délicat.

## Modifications et remotorisation
En octobre 1911, la SGAL exposa au Salon aéronautique de Paris un modèle légèrement modifié : la flèche de bord d’attaque de la voilure avait disparu et l’empennage était de facture plus classique, comportant un plan horizontal triangulaire et des surfaces de profondeur semi-circulaires associées à une unique gouverne de direction sans plan fixe. Le plan fixe horizontal devait assez rapidement adopter une forme arrondie. Le monoplan était également proposé à la vente soit en monoplace soit en biplace.
Parallèlement à ces modifications d’empennage, Édouard Nieuport étudiait de nouvelles motorisations, le moteur Darracq original ayant quelques difficultés à délivrer en continu sa puissance nominale. L’adaptation de moteurs différents sur la même cellule fut formalisée par l’introduction d’un suffixe dans la désignation de l’avion indiquant la motorisation. En théorie, le client pouvait demander la motorisation de son choix, mais les catalogues de la SGAL ne présentent que deux versions, les IIG et IIN.

## Versions ultérieures

### Nieuport IIA
Biplace à moteur trois cylindres Anzani, proposé en 1912 au prix de 22 000 francs.

### Nieuport IID
Monoplace conservant le moteur Darracq d’origine, vendu 18 000 francs.

### Nieuport IIG
Proposée soit en monoplace soit en biplace, ce modèle recevait un moteur Gnome 7 cylindres rotatif de 50 ch (24 000 francs en monoplace, 26 000 francs en biplace), 70 ch (28 000 francs en biplace). Avec un 14 cylindres de 100 ch le prix de cet avion qui atteignait 145 km/h passait à 36 000 francs. 
Fin août 1911, Claude Grahame-White et T.O.M. Sopwith participèrent à un meeting aérien à Boston avec un Nieuport IIG de 70 ch. Le 24 décembre 1911, pilotant un Nieuport IIG à moteur de 70 ch, Armand Gobé portait le record du monde de distance à 740,255 km, tenant l’air 8h 16 min à Pau Au début de l’été 1912, Emmanuel Helen, utilisant un IIG monoplace peint en noir (No 13 de course) et surnommé Le Corbeau par les spectateurs, fut chronométré à 163 km/h durant le Circuit d’Anjou auquel il participait.

### Nieuport IIN
Début 1911, Édouard Nieuport, assisté de l’ingénieur Echard, modifia le moteur Darracq (130 mm d’alésage pour 135 mm de course) afin d’obtenir 28 ch à 1 300 tours. Monoplace, cet appareil était vendu 18 000 francs.  
Le 6 mars 1911, Édouard Nieuport, sur Nieuport IIN doté d’une hélice Nieuport, passa les 101 km/h à Mourmelon. Trois jours plus tard, il fut chronométré à 109,9 km/h sur un circuit de 10 km. Le 11 mai, toujours à Mourmelon, il portait à 119,68 km/h le record du monde de vitesse en circuit fermé (10 km) avec une hélice Régy. Piloté par Chevalier, chef-pilote de l’école Nieuport à Mourmelon, un IIN fut engagé dans le Coupe Gordon Bennett disputée en juin 1911 à Eastchurch (Royaume-Uni). Victime de problèmes de moteur, il abandonna au 12e tour.

## Modèles spéciaux de course
En novembre 1912, le stand Nieuport du Grand Palais permettait d’observer un monoplace de vitesse conservant le fuselage arrière et les empennages du Nieuport II, mais recevant à l’avant un moteur Gnome de 50 ch soigneusement caréné, entrainant une hélice Régy. La voilure était réduite à 7 m d’envergure, la courbure du profil et son incidence réduites, le train d’atterrissage simplifié, le cockpit échancré sur les côtés pour faciliter la vision vers le bas. Cet avion fut surnommé L’obus par la presse mais ne donna probablement pas satisfaction durant ses essais car c’est sur un autre monoplace, équipé d’un Gnome de 80 ch, que le docteur Gabriel Espanet participa à la Coupe Gordon Bennett en septembre 1913 à Reims. On retrouvait sur ce monoplan certaines caractéristiques de L’obus, mais le carénage du moteur était modifié, tout comme la cabane et l’atterrisseur, et la voilure réduite en envergure (suppression de 5 nervures au lieu de 2 par plan) et en profondeur. L’épreuve fut remportée par Maurice Prévost sur Deperdussin et Edouard Nieuport abandonna le développement du Type II.

## Utilisateurs
Une soixantaine de Nieuport II semblent avoir été construits.
- Argentine : Un Type IIG  et un Type IV furent achetés et affectés à l’Escuela de Aviación Militar.
- Espagne : Un Type IIN et deux Type IIG furent utilisés à l’école de Cuatro Vientos entre 1912 et 1914.
- France : Utilisé par les écoles de pilotage Nieuport de Mourmelon-le-Grand et Villacoublay pour former des pilotes militaires, le Type II ne semble pas avoir été acheté par l'Aviation militaire.
- Royaume-Uni : Courant septembre 1911, le Corps du Génie de l’armée britannique acheta trois aéroplanes français, dont un monoplan Nieuport à moteur Gnôme 50 ch qui fut versé au Bataillon de l’Air avec le serial 'B4'. Le 14 février 1912, le Lt Barrington-Kennett décollait de Larkhill avec un passager pour établir un nouveau record de distance, couvrant 393 km. En mai 1912, la section aéronautique du Corps du Génie passait sous contrôle du Royal Flying Corps et le ‘B4’ devenait ‘253’[9]. Deux nouveaux Nieuport IIG furent pris en compte en juin 1912, le ‘254’ à moteur 70 ch et le ‘255’ à moteur 100 ch. Le ‘254’ fut affectés au No.3 Sqdn de Larkhill. En septembre 1912 le War Office interdît l’utilisation de monoplans à usage militaire. Les ‘253’ et ‘254’ furent alors renvoyés à Farnborough, totalisant respectivement 49 h 29 min et 2h 30 de vol[10]. Curieusement un Nieuport IIN à moteur Nieuport de 28 ch fut pris en compte le 22 octobre 1912 (Serial 264) et utilisé en avril 1913 pour des essais de structure. L’inventaire du parc de Farnborough réalisé le 14 avril 1913 indique que ces 4 monoplans étaient encore disponibles, ainsi qu’un appareil à l’origine obscure, qui reçut le serial '282'. Ces monoplans furent radiés entre le 5 août (‘255’) et le 15 octobre 1913 (‘264’)[11].
- Russie : Une cinquantaine de Type II et Type III furent achetés par l’Armée Impériale. Les premiers exemplaires furent livrés à Mourmelon en décembre 1911, réceptionnés par Armand Gobé assisté de deux officiers russes, les Lt Nyne et Dibrowski[12].

## Sources
- Ray Sanger, Nieuport Aircraft of WW1. The Crowood Press Ltd (mars 2002)  (ISBN 1-86126-447-X)
- Flight vol III (1911)
- Gerard Hartmann, Les premièrs Nieuport, sur le site hydroretro
- La page Nieuport II sur le site airwar.ru : http://www.airwar.ru